# 브리언 베이커
브리언 베이커(영어: Brion Baker, 1988년 8월 19일 ~ )는 가이아나의 축구 선수로 포지션은 미드필더이다.